# 北海道中央バス岩見沢営業所
北海道中央バス岩見沢営業所（ほっかいどうちゅうおうバスいわみざわえいぎょうしょ）は、北海道中央バスが北海道岩見沢市に設置する、バス事業部（旧・札幌事業部空知統轄事務所、空知事業部）に属する営業所である。最寄停留所は「流通団地入口」または「緑が丘6丁目」。空知中央バス岩見沢営業所を併設する。

## 概要
空知地方南部を管轄し、一般路線バスは南が夕張市・由仁町・長沼町、北が美唄市・奈井江町・月形町と広範囲に及ぶ。かつては長沼町・栗山町・三笠市・美唄市でも市町村内路線を運行していたが、各自治体への移管により、現在は岩見沢市のみで市町村内路線を運行している。三笠・美唄に車庫を設け、在勤車輌・乗務員を配置している。かつては栗山・長沼・月形・夕張にも在勤制度があったほか、岩見沢市内でも営業所とは別に国道234号沿いの駒園8丁目バス停付近に車庫が置かれていた（美園車庫）。
乗車券発売も行うが、定期券のみ事前予約による発売となる。
沿革
- 1949年（昭和24年）9月 - 岩見沢市5条西9丁目に開設。
- 1962年（昭和37年）7月 - 岩見沢駅前の有明町に移転。
- 1966年（昭和41年）3月 - 5条西9丁目に移転。
- 1983年（昭和58年）10月 - 現在地に新築移転。移転後も旧営業所の敷地を操車場として使用していたが後に廃止されている。
- 1996年（平成8年）　月 - 新・岩見沢ターミナルの供用開始により、停留所名を「岩見沢駅前」から「岩見沢ターミナル」に改称。同時に、旧ターミナル（現・4条西5丁目、4条西6丁目）を発着していた路線を新ターミナルからの発着に延長。
- 2003年（平成15年）3月 - ジェイ・アール北海道バスの空知線・岩見沢線廃止に伴い、一部路線の改編実施。
- 2005年（平成17年）
  - 4月 空知中央バスへの運行管理委託を一部路線で開始。美唄市内線から撤退。
  - 12月 三笠市内線から撤退。

- 2006年（平成18年）4月 - 空知中央バスへの委託を全路線に拡充。岩見沢市内線の大規模統廃合を実施。
- 2010年（平成22年）4月 - 路線・停留所に使用する地名に係る小変更（「緑ヶ丘6丁目→緑が丘6丁目」など、実際の町丁名との表記揺れを修正）。
- 2017年（平成29年）10月 - 郊外線・岩見沢市内線の大規模統廃合および系統番号の導入を実施。

近隣の事業所統廃合については#岩見沢地区のその他の事業所を、記事がある事業所は各記事を参照。

## 路線
2024年（令和6年）10月1日現在。
SAPICA等のICカード乗車券は、岩見沢管内は都市間高速バスのみ使用可能。岩見沢市内・郊外の一般路線では使用できない。
路線および設備は北海道中央バスが保有・運営し、運転手などは子会社の空知中央バス社員が担当。（空知中央バスへの運行管理委託方式）

### 都市間高速バス
以下の高速バス路線を管轄する。

#### 高速いわみざわ号

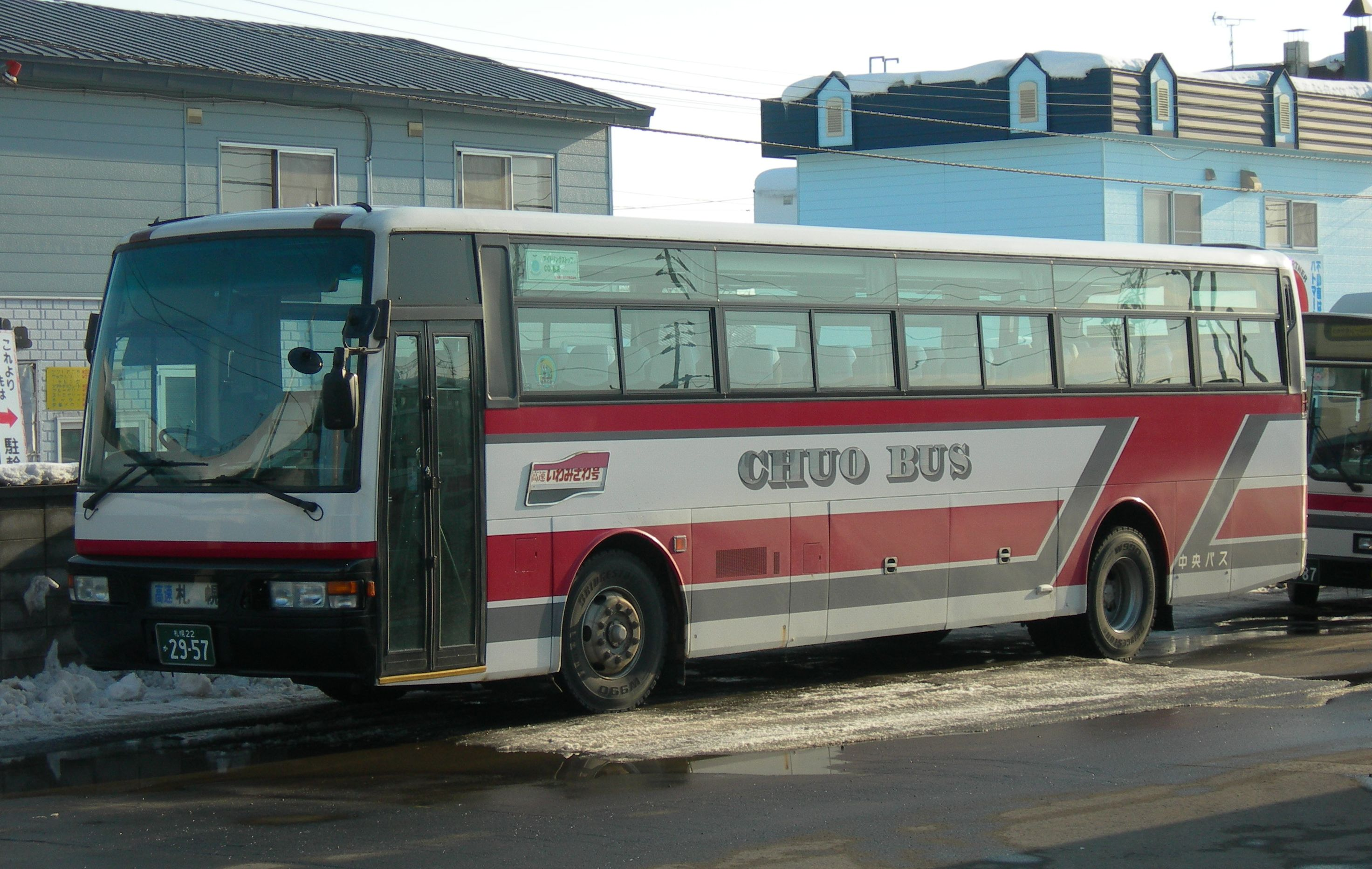
岩見沢ターミナル待機場にて

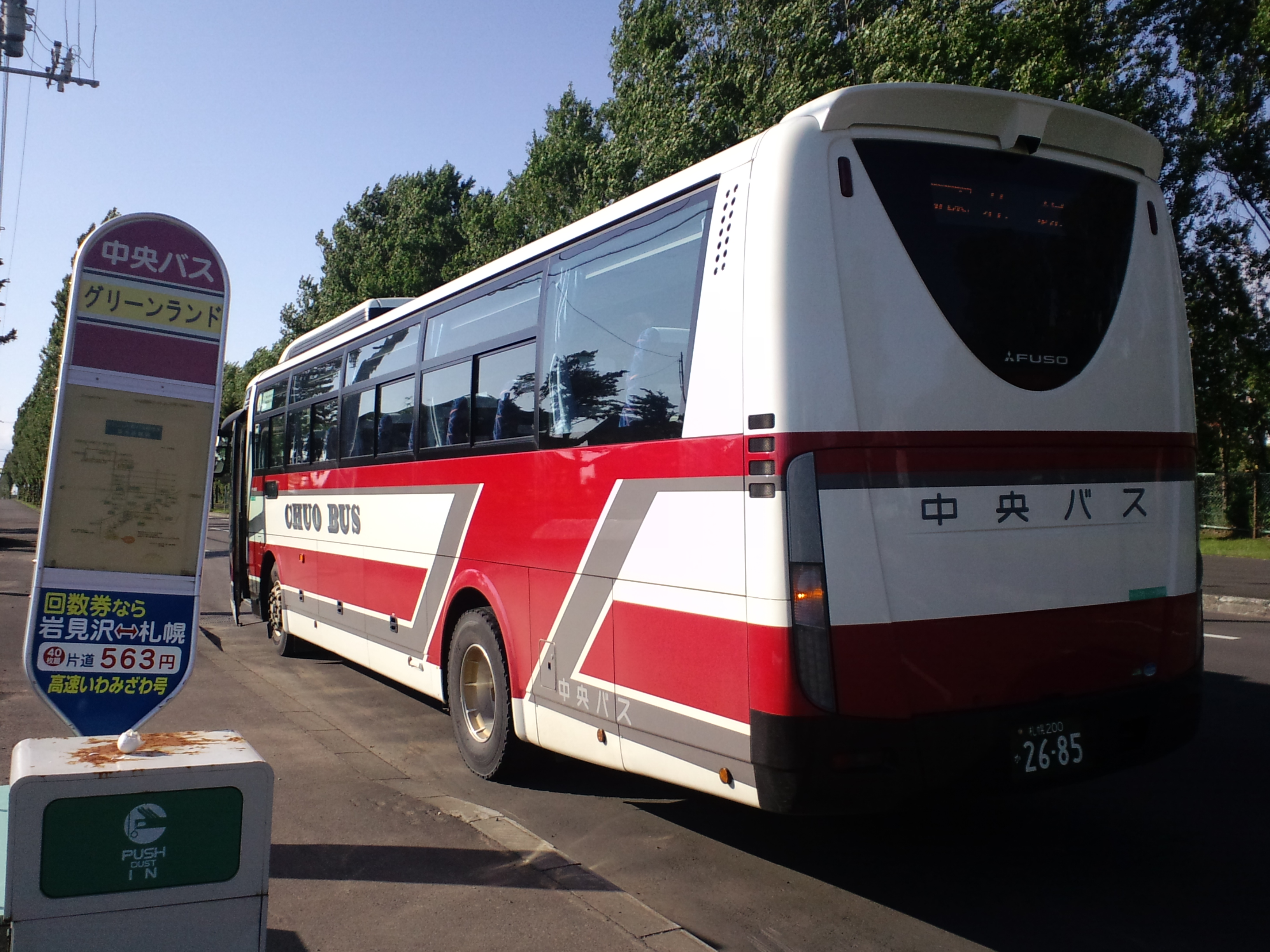
グリーンランド発便

岩見沢ターミナル - （岩見沢IC） - 札幌駅前
グリーンランド - 岩見沢ターミナル - （岩見沢IC） - 札幌駅前ターミナル
- 遊園地営業期間中の休日および夏休み期間のみ、指定のセット券利用者による申告制でグリーンランドまで延長運転。申告が無い場合は岩見沢ターミナル発着。

- 札幌北営業所と共同管轄
- 国道12号経由で運行した特急バスが前身。1983年 (昭和58年) に新設された「A特急」という岩見沢IC経由の高速バスのうち、岩見沢ターミナル発着便を「高速いわみざわ号」と呼称し、貸切バスに準じた車両で運行した。
- 札幌駅前ターミナル - 岩見沢ターミナル間を同一経路で運行し、残りを一般道経由で走る特急札滝線・特急札芦線もあったが、高速道路の延伸と共にいわみざわ号・たきかわ号・ふらの号[注 1]への振り分けが進み、2006年 (平成18年) 12月1日で全廃された[注 2]。

路線沿革
- 1983年 (昭和58年) 11月10日 - 道央自動車道札幌IC - 岩見沢IC開通に伴い、空知管内の特急バスを再編。
  - 札幌 - 岩見沢間高速道路経由便をA特急とし、岩見沢発着系統を「高速いわみざわ号」と呼称し、9往復新設[3]。停車停留所は札幌ターミナル、東橋通。
  - 滝川ターミナル、芦別ターミナル（現・芦別）、留萌ターミナル発着のA特急を8往復新設。
  - 江別ターミナル・江別西IC経由のB特急を23.5往復新設。
  - 新さっぽろ駅経由3往復は従来通り特急と呼称。
- 1984年 (昭和59年) 
  - 4月10日 - 高速いわみざわ号とA特急を札幌駅前ターミナル発着に変更。北2条西3丁目を新設。
  - B特急は雁来経由に経路変更。
  - 12月1日 - A特急を特急、B特急と新さっぽろ駅経由便を急行に呼称変更し、全便札幌駅前ターミナル発着に統一。
- 1985年 (昭和60年) 12月1日 - A特急に野幌と高速栗沢を新設。
- 1986年 (昭和61年) 12月1日 - 急行に美住通、雁来3号通、雁来、一心橋、市立病院を新設。
- 1989年 (平成元年) 4月10日 - 急行を江別ターミナル終着とし、江別ターミナル - 岩見沢ターミナル間廃止。
- 1990年 (平成2年) 10月31日 - 札幌行の札幌ターミナル（北1条西1丁目降車場）を時計台前に改称。
- 1994年 (平成6年) 12月1日 - 市立病院を新設。
- 1995年 (平成7年) 4月20日 - 菊水元町7条を新設。
- 1996年 (平成8年) 12月1日 - 美園車庫を駒園8丁目に改称。パーク&ライド開始。
- 1999年 (平成11年) 4月1日 - 全席禁煙化。
- 2000年 (平成12年) 4月1日 - 岩見沢市役所発着便を3往復新設。1条西1丁目、中央通、中央橋、岩見沢市役所を新設。
- 2002年 (平成14年) 12月1日 - 岩見沢市役所発着便を廃止。
- 2004年 (平成16年) 7月1日 - 駒園8丁目のパーク＆ライドを拡張。
- 2006年 (平成18年) 12月1日 - 特急札滝線を廃止。高速いわみざわ号に振り替え。
- 2010年 (平成22年) 12月1日 - 市民会館前を新設。
- 2011年4月1日 (平成23年)  - 4月～11月のみ週末便を運行開始。これに伴い、札幌駅前ターミナルに同便専用の路上停留所を増設。（岩見沢発は通常便と同じく岩見沢ターミナル構内より発車）
  - 12月1日 - サッポロファクトリー前を新設。
- 2013年 (平成25年) 4月1日 - 遊園地営業期間中のみ運行のグリーンランド発着便を1往復新設。
- 2014年 (平成26年) 4月1日 - グリーンランド発着便を夏休み期間中のみ2往復に増便。
- 2018年 (平成30年) 4月1日 - 週末便の運行を廃止。（季節限定のため最終運行は2017年 (平成29年) 11月25日）

#### 高速みかさ号
三笠市民会館 - 岩見沢ターミナル - （岩見沢IC） - 札幌駅前
- 当路線の前身は1957年 (昭和32年) 設定の特急札春線（札幌 - 奔別中の沢）。一時は札幌 - 三笠間の直通便が廃止されていたが、後に道央自動車道経由の都市間バスとして運行を再開した。

路線沿革
- 1985年 (昭和60年) 12月1日 - 高速みかさ号運行開始。道央自動車道岩見沢IC経由便2往復で設定。
- 1986年 (昭和61年) 4月10日 - 1往復増便、3往復とする。
- 1987年 (昭和62年) 9月19日 - 道央自動車道三笠IC開通に伴い、1往復を直行便（三笠IC経由便）に振り替え。「三笠インター入口」を新設。
- 1994年 (平成6年) 12月1日 - 岩見沢経由便に「市立病院」を新設。
- 1995年 (平成7年) 
  - 4月1日 - 直行便1往復を廃止、3往復全便共岩見沢経由とする。
  - 4月20日 - 菊水元町7条を新設。
- 1999年 (平成11年) 4月10日 - 全席禁煙化。
- 2000年 (平成12年) 
  - 4月1日 - 経路を6条通り経由に変更、「4条西2丁目（往路）」を廃止。「4条西5丁目（往路）」、「岡山小学校」、「まむれ団地」を新設。
  - 7月15日 - 高速ふらの号三笠経由便を夏期限定で運行（8月20日まで。2001年 (平成13年) 7月14日 - 8月19日にも運行）。
- 2002年 (平成14年) 12月1日 - 1往復減便、2往復とする。
- 2005年 (平成17年) 12月1日 - 岩桂線（JR幌内線代替バス）廃止に伴い、「萱野」を新設。
- 2006年 (平成18年) 12月1日 - 三笠ターミナルの閉鎖に伴い、三笠市民会館発着に変更。
- 2010年 (平成22年) 12月1日 - 市民会館前を新設。
- 2011年 (平成23年) 12月1日 - サッポロファクトリー前を新設。
- 2015年 (平成27年) 12月1日 - 12～3月における4条西5丁目～まむれ団地の経路を、4～11月と同じく6条通り経由に変更[注 3]。

#### 高速くりやま号

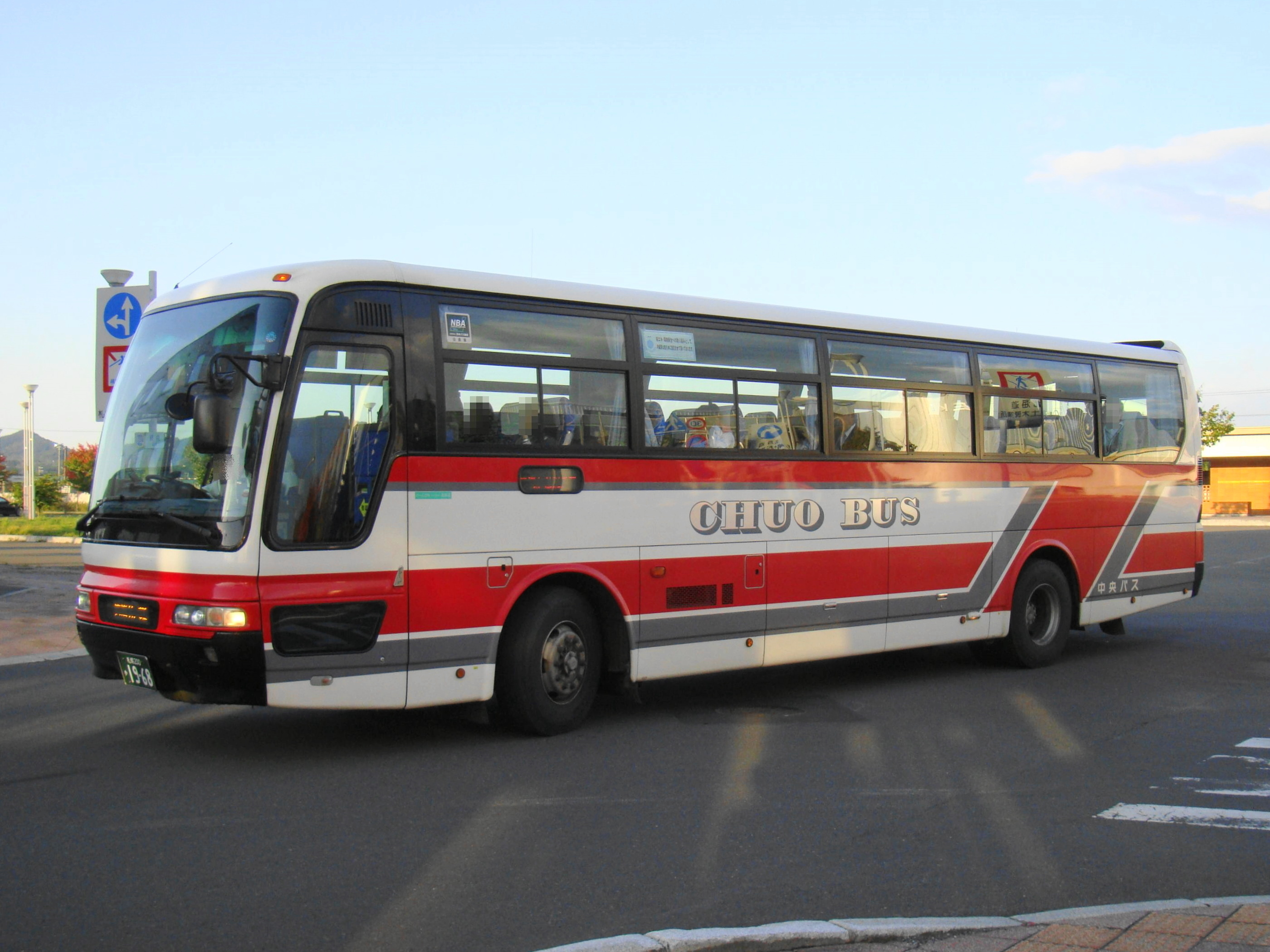
栗山駅出発

栗山駅 - 西2号 - 南幌ビューロー - （江別東IC） - 札幌駅前
- 1日6往復。このほか毎年4月の「くりやま老舗まつり」の開催日に臨時便が運行される。

路線沿革
- 1985年 (昭和60年) 12月1日 - 特急札栗線を2往復新設。札幌駅前ターミナルと栗山ターミナル間を運行。途中停留所は野幌・木工団地・志文団地・栗沢駅前・栗丘・栗山ターミナルのみ。札幌行が乗車のみ、栗山行が降車のみの取り扱い[注 4]。
- 1986年 (昭和61年) 
  - 6月1日 - 特急札幌栗沢線を1往復新設。途中停留所は野幌・南幌町立病院・栗沢駅前。
  - 12月1日 - 特急札栗線と特急札幌栗沢線を廃止し、高速くりやま号3往復を新設。経路を江別東IC経由に変更。江別東インター入口・南幌町立病院を新設、木工団地・志文団地を廃止。
- 1993年 (平成5年) 12月1日 - 各停留所の乗降制限を撤廃。
- 1995年 (平成7年) 12月1日 - 消防署前・南幌ハイム前を新設。
- 1996年 (平成8年) 
  - 4月1日 - 札幌発を2便増回。
  - 12月1日 - 栗山発を2便増回。
- 1998年 (平成10年) 4月1日 - 1往復増回。
- 1999年 (平成11年) 4月1日 - 南幌線（江別ターミナル - 南幌）廃止に伴い南8線を新設。
- 2000年 (平成12年) 
  - 4月1日 - 南幌ビューローを新設（バスターミナル乗り入れは4月25日より）。
  - 12月1日 - 栗山ターミナル廃止。起終点を栗山駅に変更。
- 2010年 (平成22年) 4月1日 - 南幌ハイム前をダイアナヒルズ前に改称。
- 2011年 (平成23年) 12月1日 - サッポロファクトリー前を新設。
- 2024年（令和6年）10月1日 - ダイアナヒルズ前 - 栗山駅間の経路を、栗沢経由から北長沼経由に変更。「栗沢駅前」「栗丘」は非停車とし、「江別東インター入口」は廃止[4]。

### 郊外（岩見沢市外）路線
一時期は市町村合併前の旧栗沢町・北村地区を起終点とする路線も含めて郊外線として扱われていたが、現在は途中折り返しの系統を除いて全路線が岩見沢市外発着となっている。

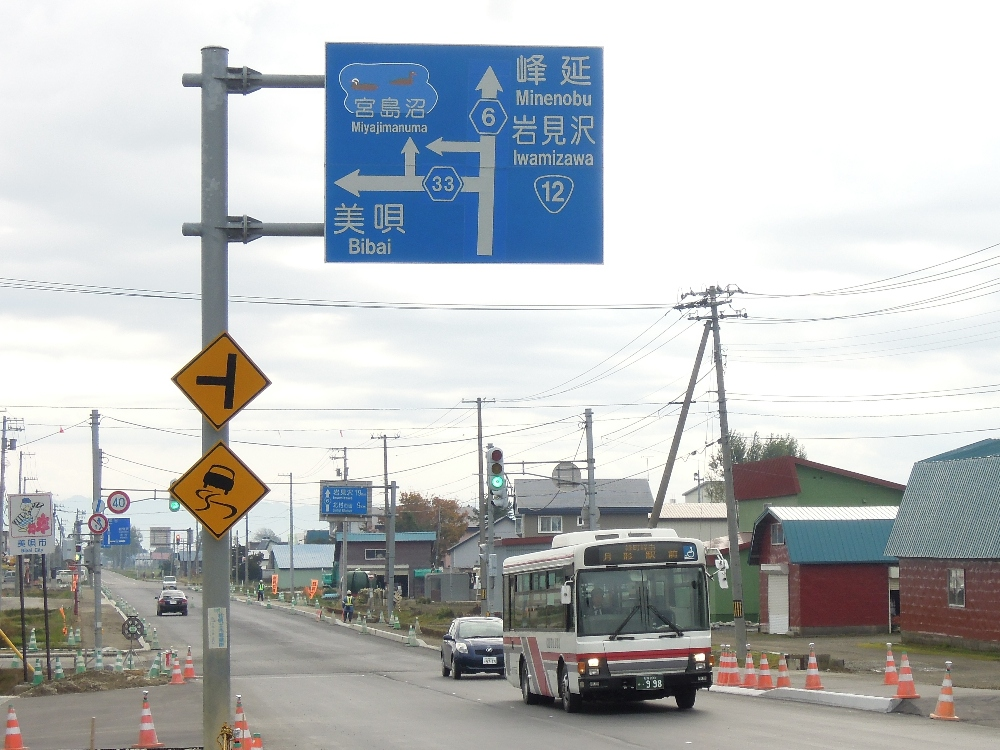
道道6号岩見沢月形線・月形大橋南から月形方面に向かう（2013年10月）

月形線
【21】岩見沢ターミナル - 北本町 - みずほ公園 - 北村農協前 - 大富（旧・大富農協） - 月形駅前
- 途中でラムサール条約登録湿地の宮島沼付近を通過する。最寄の停留所は「大富」で、そこから徒歩20分ほどで訪れる事ができる。
- JR札沼線（学園都市線）廃止後の交通網再編策として、石狩川を横断する経路を現在の月形大橋（道道6号）経由から、みらい大橋（石狩川頭首工管理橋、広域農道）経由に変更する案が検討されている。

- 2003年 (平成15年) 
  - 3月1日 - ジェイ・アール北海道バス岩見沢線廃止に伴い、岩見沢市内の経路を変更[注 5]。
  - 月形駅前発着系統：北本町・稔町経由と西10丁目経由があったものから全便が緑町経由となる。
  - 北村農協前発着系統：西10丁目経由廃止、北本町・稔町経由を桜木地区へ乗り入れ。
  - 12月1日 - 月形線のうち、北村農協前発着便を「北村線」に改称。
- 2017年 (平成29年) 10月1日 - 北村線を廃止。鉄北循環線の新設に伴い、月形線は北本町～開拓入口の経路を緑町経由から道道6号経由に変更し系統番号【21】を付与[1]。

三笠線
【22】岩見沢ターミナル - 労災病院正門 - 5条東18丁目 - 三笠入口 - イオン三笠店南口 - 三笠市民会館 - 幾春別町
【22】三笠市民会館→幾春別町（朝1本のみ）
【23】岩見沢ターミナル - 労災病院正門 - 5条東18丁目 - 三笠入口 - イオン三笠店南口 - 三笠市民会館 - 美園市民センター（平日のみ）
- 一部区間ではJR北海道・幌内線廃止代替を兼ねている。鉄道廃止当時は20分間隔で運行が行われていたが、減便により現在は概ね平日20～40分間隔・休日60分間隔での運行。

- 2005年 (平成17年) 4月22日 - イオン三笠店開業に伴い、イオン三笠店経由便を新設。
- 2017年 (平成29年) 10月1日 - 岩見沢ターミナル - 新東町入口の経路を労災病院前（国道12号）経由から労災病院正門（市道4条通）に変更し系統番号【22】【23】を付与[1]。

- 2019年 (平成31年) 4月1日 - 【22】の三笠市民会館行きの廃止、【23】が三笠市内にある美園市民センターまでに短縮となり、平日のみの運行に変更。また、【22】が新たにイオン三笠店南口を経由するようになり、朝夜を除き三笠線全便が乗り入れることになった[7]。

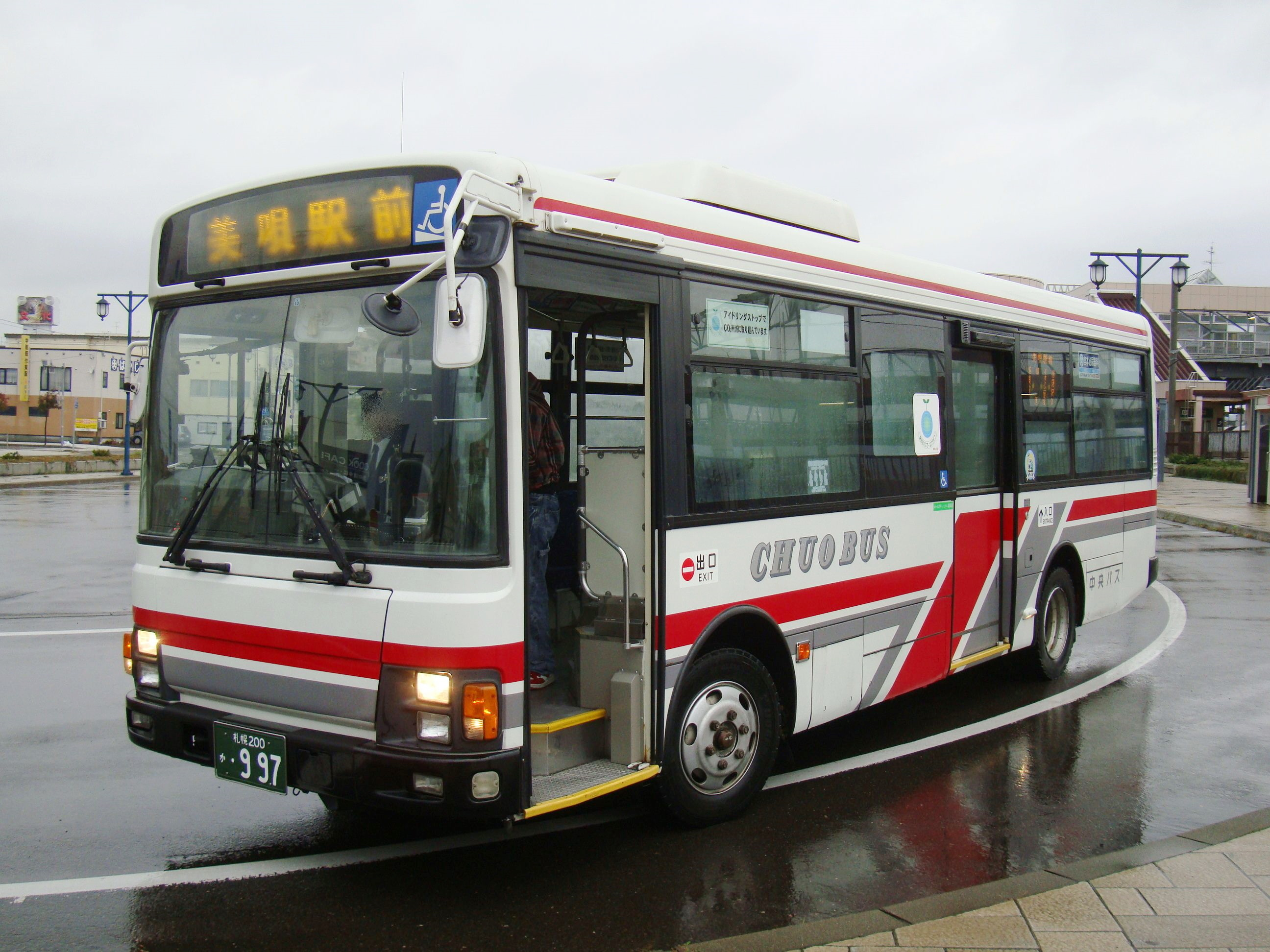
美唄駅前に到着した岩見沢美唄線（2011年10月）

岩見沢美唄線
【24】岩見沢ターミナル - 労災病院前 - 三笠入口 - イオン三笠店 - 美唄駅前 - 奈井江駅前（朝1往復のみ）
【24】岩見沢ターミナル - 労災病院前 - 三笠入口 - イオン三笠店 - 美唄駅前
- 滝川営業所と共同管轄し、路線の大部分が国道12号に沿っている。かつては滝岩線の名称で、岩見沢 - 美唄 - 滝川を直通運転していた。

- 1998年 (平成10年) 12月1日 - 岩見沢 - 滝川の直通便を廃止し、運転区間を美唄ターミナル（現在の美唄駅前）で分割。
- 2005年 (平成17年) 4月22日 - イオン三笠店開業に伴い、乗り入れを開始。停留所は北口にあり、三笠線とは位置が異なる。
- 2010年 (平成22年) 4月1日 - 路線名を「岩見沢美唄線」に改称[注 7]。
- 2011年 (平成23年) 4月1日 - 美工前発着便を廃止。
- 2014年 (平成26年) 12月1日 - 「南そらち記念病院」を新設。
- 2017年 (平成29年) 10月1日 - 系統番号【24】を付与[1]。

- 2019年 (平成31年) 4月1日 - 奈井江駅前発着便を廃止。同時に減便も行われる[8]。

岩見沢長沼線・岩見沢栗山線
岩見沢長沼線 

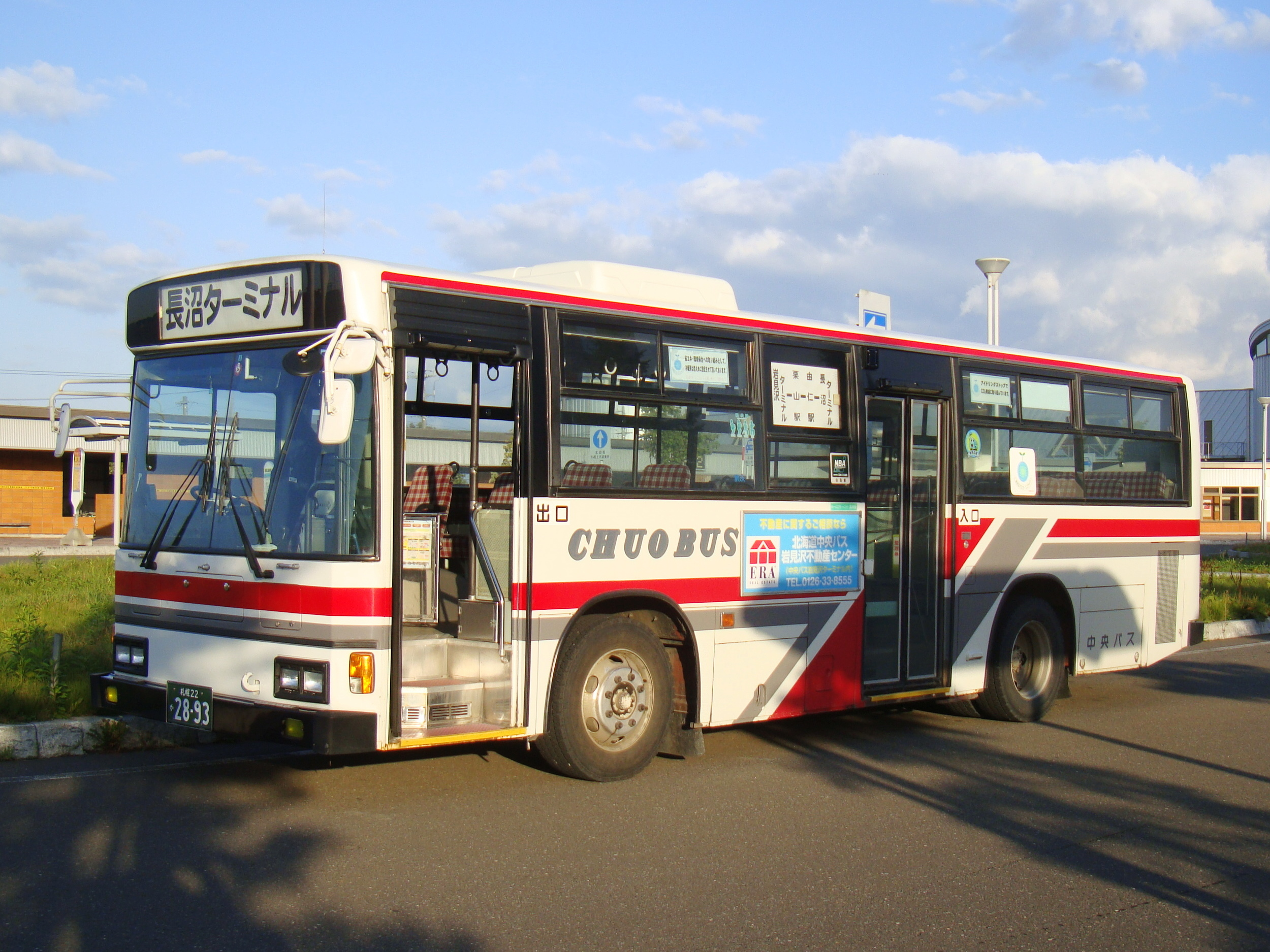
待機中の栗山駅始発長沼行（2012年10月）

- 【25】岩見沢ターミナル - 美園町 - 栗沢駅前 - 栗山駅 - 由仁駅前 - 長沼ターミナル
- 【25】由仁駅前→栗山駅→栗沢駅前→栗沢工業団地→岩見沢ターミナル（平日朝1本のみ）
- 【25】栗山駅→由仁駅前→長沼ターミナル（平日朝1本のみ）

岩見沢栗山線
- 【26】岩見沢ターミナル - 美園町 - 栗沢駅前 - 栗山駅
- 【26】岩見沢ターミナル - 美園町 - 栗沢駅前（朝晩のみ）
- 【26】岩見沢ターミナル→美園町→栗沢工業団地（平日朝1本のみ）
- 【27】岩見沢ターミナル - 教大前 - 栗沢駅前 - 栗山駅（日中のみ）

- 2011年 (平成23年) 4月1日 - 岩見沢ターミナル→栗沢工業団地を新設。
- 2017年 (平成29年) 10月1日 - 正式名（長岩線）と通称（栗山線・長沼線）が混在していた路線名を「岩見沢栗山線」「岩見沢長沼線」に統一。岩見沢中心部の経路を一部変更し岩見沢栗山線には教大前経由を新設。系統番号【25】【26】【27】を付与[1]。

岩見沢由仁線
【28】岩見沢ターミナル - 栗沢駅前 - 栗山駅 - 由仁駅前
かつては、三川駅通よりも先の追分駅方面へ乗り入れる路線も存在した。
- 2017年 (平成29年) 10月1日 - 岩見沢中心部の経路を一部変更。路線名を三川線から「岩見沢三川線」に改称。系統番号【28】を付与[1]。
- 2022年 (令和4年) 10月1日 - 由仁駅前 - 三川駅通間を廃止し、「岩見沢三川線」から「岩見沢由仁線」に改称。

### 岩見沢市内路線
かえで団地循環線
【1】岩見沢ターミナル→教大前→東高校前→かえで団地→新駒橋→10条東7丁目→岩見沢ターミナル（東高先回り）
【1】岩見沢ターミナル→教大前→東高校前→かえで団地（休日夜のみ）
【1】かえで団地→新駒橋→10条東7丁目→岩見沢ターミナル（朝のみ）
【2】岩見沢ターミナル→10条東7丁目→新駒橋→かえで団地→東高校前→教大前→岩見沢ターミナル（国道先回り）
【2】かえで団地→東高校前→教大前→岩見沢ターミナル（朝のみ）
- 前身となる路線は日の出南線。

- 1975年 (昭和50年) 11月1日 - 日の出南線（岩見沢駅前 - 7条東5丁目（廃止時のガーデンテラス前） - 日の出北1丁目 - かえで団地）を開設。
- 1989年 (平成元年) 12月1日 - 一部の便をかえで団地発着から東高校前発着に延長。
- 2003年 (平成15年) 12月1日 - 経路を一部変更、東高校前発着便をほぼ全便まで拡充。
- 2006年 (平成18年) 4月1日 - 運行区間をかえで団地までに短縮し「国道12号経由」として経路を一部変更。かえで団地へ従来とは逆方向から乗り入れる「東高経由」を新設。
- 2009年 (平成21年) 4月1日 - 路線名を「かえで団地線」に改称。
- 2017年 (平成29年) 10月1日 - 東高経由と国道経由を統合し、狭隘道路を避けるため一部経路を変更した「【1】【2】かえで団地循環線」に改編[1]。

日の出台・栄町循環線
【3】岩見沢ターミナル→6条通→合同庁舎前→日の出台→5条東18丁目→栄町→労災病院前→岩見沢ターミナル（日の出台先回り）
【3】5条東18丁目→栄町→労災病院前→岩見沢ターミナル（朝のみ）
【3】岩見沢ターミナル→6条通→合同庁舎前→日の出台（平日夜のみ）
【4】岩見沢ターミナル→労災病院前→栄町→5条東18丁目→日の出台→合同庁舎前→6条通→岩見沢ターミナル（栄町先回り）
【4】日の出台→合同庁舎前→6条通→岩見沢ターミナル（平日朝のみ）
- 原型となるのは「日の出台線」と「新東町線」。
- 日の出台線の開設当初は末端で2方向に分岐しており、日の出台線（岩見沢駅前 - 6条通 - 合同庁舎前 - 日の出台）と自衛隊線（岩見沢駅前 - 6条通 - 合同庁舎前 - 自衛隊前）の2路線で一体的なダイヤが組まれていた。

- 1983年 (昭和58年) 12月1日 - 新東町線（岩見沢駅前 - 新東町入口 - 新東町団地）を開設。
- 1987年 (昭和62年) 
  - 7月13日 - 新東町線をJR幌内線廃止に伴い終点を新東町団地から栄町まで延長し「栄町線」に改称。
  - 9月1日 - 栄町線を東町・栄町地区を片回りで循環運転する経路に変更。始発便は東町1条6丁目発、終発便は3条東18丁目止まりで循環区間の端部を起終点とした。
- 1999年 (平成11年) 4月1日 - 自衛隊線を日の出台経由に変更。
- 2000年 (平成12年) 4月1日 - 日の出台線・自衛隊線の岩見沢中心部の経路を一部変更。
- 2003年 (平成15年) 4月1日 - 栄町線を労災病院前（国道12号側）経由から労災病院正門（市道4条通側）経由に変更。これに伴い循環区間の端部を起終点とする始発・終発便もそれぞれ新東町入口発・さかえ公園止まりに変更。
- 2006年 (平成18年) 4月1日 - 自衛隊線を廃止。
- 2017年 (平成29年) 10月1日 - 日の出台線と栄町線を統合しつつ、両回り循環とした「【3】【4】日の出台・栄町循環線」に改編。岩見沢ターミナル - 日の出台の岩見沢中心部の経路が若干変更されたほか、岩見沢ターミナル - 栄町の経路は栄町線開設当初に近い労災病院前（国道12号側）経由となった。

鉄北循環線
【5】岩見沢ターミナル→北3条西10丁目→北5条西20丁目→緑町3丁目→北本町→岩見沢ターミナル（鉄北先回り）
【6】岩見沢ターミナル→北本町→緑町3丁目→北5条西20丁目→北3条西10丁目→岩見沢ターミナル（4条西2丁目〈であえーる前〉先回り）
【7】岩見沢ターミナル→北3条西10丁目→北5条西20丁目→緑町3丁目→北本町→北真小学校前→桜木1条1丁目→北本町→岩見沢ターミナル（桜木経由・鉄北先回り）
【8】岩見沢ターミナル→北本町→桜木1条1丁目→北真小学校前→北本町→緑町3丁目→北5条西20丁目→北3条西10丁目→岩見沢ターミナル（桜木経由・4条西2丁目〈であえーる前〉先回り）
- 桜木経由は8の字状に桜木地区を出入りするため「北本町」に2回停車する。
- 原型となる路線は鉄北線、桜木循環線、緑が丘・鉄北循環線。

- 1978年 (昭和53年) 8月1日 - 鉄北線（岩見沢ターミナル - 北本町 - 北3条西10丁目 - 北5条西20丁目）開設。
- 1984年 (昭和59年) 12月1日 - 鉄北線の経路を変更し、一部区間が片回りの循環経路（岩見沢ターミナル→北本町→北5条西20丁目→北本町→岩見沢ターミナル）となる。
- 2003年 (平成15年) 3月1日 - ジェイ･アール北海道バスの撤退に伴い桜木循環線（岩見沢ターミナル→北本町→桜木公園通→北本町→岩見沢ターミナル）を新設。
- 2006年 (平成18年) 4月1日 - 緑ヶ丘・鉄北循環線の新設に伴い鉄北線を大幅に減便、北3条西12丁目発と北4条西10丁目止まりの系統を廃止。
  - 東2丁目通（道道6号）陸橋を渡り北本町経由で運行する鉄北線に対し、緑が丘・鉄北循環線は西10丁目通（道道687号）アンダーパスを通っていた。
- 2017年 (平成29年) 10月1日 - 月形線の経路変更および北村線と緑が丘・鉄北循環線の廃止に伴い、鉄北線と桜木循環線を統合しつつ一部経路を変更し両回り循環とした「【5】【6】【7】【8】鉄北循環線」に改編[1]。

南町・春日循環線
【9】岩見沢ターミナル→市立病院前→美園町→南町7条3丁目→木工団地→教大前→市役所前→岩見沢ターミナル（美園先回り）
【9】木工団地→教大前→市役所前→岩見沢ターミナル（朝のみ）
【10】岩見沢ターミナル→市役所前→教大前→木工団地→南町7条3丁目→美園町→市立病院前→岩見沢ターミナル（市役所先回り）
【10】岩見沢ターミナル→市役所前→教大前→木工団地（休日夜のみ）
【10】南町7条3丁目→美園町→市立病院前→岩見沢ターミナル（朝のみ）
- 原型となる路線は美園・志文線（岩見沢駅前 - 4条西10丁目 - 美園町 - 美園車庫（現・駒園8丁目） - 木工団地 - 志文団地）と美園南町線（岩見沢駅前 - 市立病院前 - 美園町 - 南町7条4丁目）。

- 1994年 (平成6年) 4月1日 - 美園・志文線のうち、美園車庫止まりの系統を廃止し木工団地まで延長。
- 1997年 (平成9年) 4月1日 - 美園・志文線を「木工・志文線」に改称。
- 1999年 (平成11年) 4月1日 - 木工団地発着便を廃止し美園・志文線から「志文線」に改称。
- 2003年 (平成15年) 4月1日 - 志文線に南町経由（岩見沢ターミナル - 市立病院前 - 美園町 - 南町7条3丁目 - 志文団地）を新設、従来の西10丁目経由と合わせて2経路になる。
- 2006年 (平成18年) 4月1日 - 志文線の西10丁目経由と美園南町線を廃止。南町経由に一本化のうえ経路を一部変更（岩見沢ターミナル - 中央通 - 市立病院前 - 美園町 - 南町7条3丁目 - 志文団地）し「志文団地線」に改称。
- 2008年 (平成20年) 12月1日 - 志文団地線の一部の便を南町7条3丁目発着に短縮。
- 2017年 (平成29年) 10月1日 - 志文団地への乗り入れを取り止め、南町7条3丁目から教大前・市役所前を経由し岩見沢ターミナルへ戻る「【9】【10】南町・春日循環線」に改編。また迂回部分をショートカットし狭隘道路を避けるため一部経路を変更[1]。

幌向線
【11】岩見沢ターミナル - 市立病院前 - 上幌向駅前 - 幌向駅前 - 南4条つくし公園
- 近年、幌向地区と隣接する江別市豊幌地区の住民からバス路線新設を望む声があり、中には（江別市内他地区とのアクセス路線が不可能な場合の妥協策として）この路線の延長を求める意見も出ている。

- 1999年 (平成11年) 4月1日 - 4条通経由を廃止。市立病院経由に一本化。
- 2003年 (平成15年) 4月1日 - 大和経由を新設。
- 2006年 (平成18年) 4月1日 - 市立病院経由と大和経由を廃止。岩見沢ターミナル～市立病院前の経路を変更し、岩見沢市街地の主要施設をいくつも結んで大きく迂回する経路（岩見沢ターミナル - 市役所前 - 教大前 - 市立病院前 - 上幌向駅前 - 幌向駅前 - 南4条つくし公園）となる。
- 2017年 (平成29年) 10月1日 - 南町・春日循環線の新設に伴い市役所方面への迂回を取り止め、2006年に廃止された市立病院経由と同じ経路に戻した上で系統番号【11】を付与[1]。

大和線
【12】岩見沢ターミナル - （7条通） - 大和7丁目 - イオン岩見沢店
- 1999年 (平成11年) 4月1日 - 大和地区の経路を循環運行（岩見沢ターミナル→大和町→大和7丁目→岩見沢ターミナル）に変更し大和7丁目発着便を廃止。大和町発を新設。
- 2003年 (平成15年) 4月1日 - 幌向線大和経由の新設に伴い、大和地区の循環運行と大和町発便を廃止。大和7丁目発着に変更。
- 2004年 (平成16年) 11月3日 - 終点を大和7丁目から「ポスフール岩見沢店（現・イオン岩見沢店）」まで延長。
- 2017年 (平成29年) 10月1日 - 系統番号【12】を付与[1]。

いわみざわ公園線
【13】岩見沢ターミナル - 教大前 - グリーンランド - いわみざわ公園
【14】岩見沢ターミナル - 教大前 - グリーンランドスキー場（12 - 3月までの土・日・祝のみ運行）
- 1986年 (昭和61年) 4月10日 - 緑が丘線（岩見沢駅前 - 岩見沢ターミナル - 市民会館前 - 教大前 - 駒澤大学 - いわみざわ公園入口（現・緑が丘6丁目））を新設。
- 1987年 (昭和62年) 4月10日 - 緑が丘線の一部便を「グリーンランド（冬季はグリーンランドスキー場）」まで延長し、路線名を「緑が丘・グリーンランド線」に変更。
- 1991年 (平成3年) 12月1日 - 緑が丘・グリーンランド線に「モリタン前」発着便を新設。
- 1992年 (平成4年) 12月1日 - 緑が丘・グリーンランド線が「グリーンランド」発着便と「いわみざわ公園」発着便の2通りとなる。
- 1999年 (平成11年) 4月1日 - 万字線を国道234号・岩見沢営業所経由から国道234号・グリーンランド経由に経路変更。これに伴いグリーンランド線はいわみざわ公園発着便を廃止。
- 2003年 (平成15年) 4月1日 - 岩見沢市内線（岩見沢ターミナル - 教大前 - 市役所前 - 岩見沢ターミナル）減便に伴い、万字線がそれまでのグリーンランド線に沿った経路となり、グリーンランド線は市役所前経由に変更。
- 2006年 (平成18年) 4月1日 - グリーンランド線と鉄北線を統合し経路を一部変更した「緑ヶ丘・鉄北循環線（グリーンランド/緑ヶ丘6丁目→教大前→市役所前→岩見沢ターミナル→北5条西20丁目→岩見沢ターミナル→市役所前→教大前→緑ヶ丘6丁目/グリーンランド）」を新設。
- 2017年 (平成29年) 10月1日 - 緑が丘・鉄北循環線を廃止。これを補完するため、南が丘（緑が丘6丁目より延伸）/グリーンランド発着便を新設し系統番号【13】【14】【15】を付与[1]。路線種別も郊外線から市内線へ変更[5]。

- 2022年 (令和4年) 4月1日 - ダイヤ改正により万字線【13】いわみざわ公園 - 毛陽交流センター間が廃止され、岩見沢ターミナル - いわみざわ公園間に路線縮小。路線名も「いわみざわ公園線」に改められた。また、路線の改編も行われ、それまでの【15】岩見沢ターミナル - グリーンランドはグリーンランドからいわみざわ公園まで延長され、系統番号も【13】に改められた。さらに【14】岩見沢ターミナル - 南が丘間の系統は廃止され、12 - 3月までの土・日・祝のみ運行の【14】岩見沢ターミナル - グリーンランドスキー場間の系統となった[10][11]。

## 主な廃止路線
岩見沢市内線
（教大先廻りAコース）　岩見沢ターミナル → 教大前 → 市役所前 → 岩見沢ターミナル
（鳩が丘先廻りBコース） 岩見沢ターミナル → 市役所前 → 教大前 → 岩見沢ターミナル
- 岩見沢市中心部を起終点に、大学や高校など教育施設が集中する文教地区の春日町、市役所や警察署などの行政施設が集中する鳩が丘を結んで循環する路線。全停留所のうち1/3以上に他路線と乗り換えでき、岩見沢市内路線網の骨格を形成（いわゆる「幹線」や「本線」の位置付け）していた。
- 最盛期は1日100往復を超え、以後1990年代初頭まで日中10分から15分程度の間隔で運行していたが、末期は1日22往復・概ね1時間間隔となっていた。
- このほか、経路の一部をショートカットした「神社経由」や、教大前止まりの区間便も存在した。
  - 神社経由は緑陵高校スクール便の経路となっている（同便自体が岩見沢市内線A・Bコースの支線扱い）ほか、2017年 (平成29年) に新設された南町・春日循環線もそれに近い経路で運行されている。

- 廃止後も他路線の経路変更や新路線の開設によって長らく全ての停留所が存続していたが、2017年 (平成29年) 10月の統廃合によって狭隘道路となっている区間の解消や利便性の向上を理由に一部の停留所が廃止された。

- 1956年 (昭和31年) 6月1日 - 開設。
- 2006年 (平成18年) 4月1日 - 岩見沢市内路線の大規模再編により、支線扱いのスクール便のみを残して廃止。

岩桂線
岩見沢ターミナル - 萱野 - 三笠ターミナル
- JR幌内線廃止代替。三笠線の経路から外れるJR萱野駅付近をカバーする路線として新設された。

- 2005年 (平成17年) 12月1日 - 廃止。岩見沢 - 萱野間は高速みかさ号の「萱野」停車、萱野 - 三笠は三笠市営バスが路線を新設して対応した[注 8]。

三笠幌内線
三笠ターミナル - 鉄道記念館 - 幌内中央町
- JR幌内線（支線）廃止代替。

- 2005年 (平成17年) 12月1日 - 三笠市営バスに移譲され廃止。

桂沢線
幾春別町 - 桂沢ダム - 桂沢ホテル前
- 2004年 (平成16年) 4月1日 - 廃止。

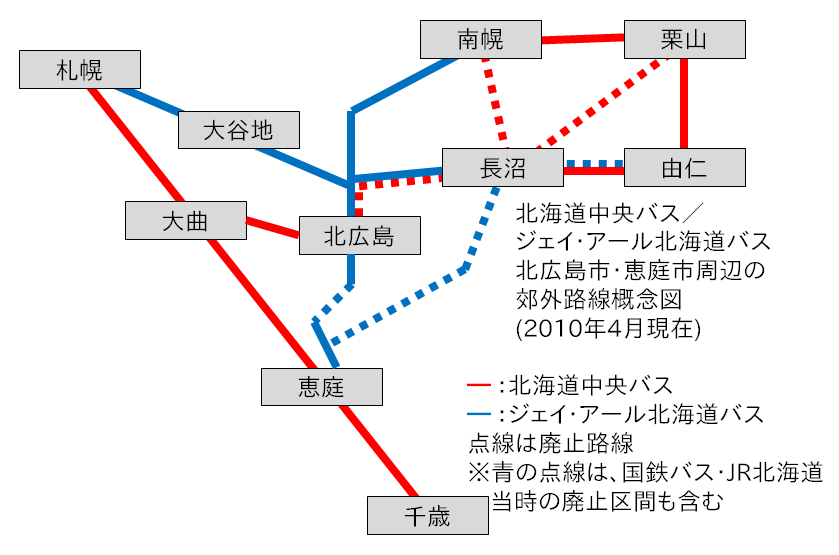
北海道中央バス／ジェイ・アール北海道バスの、北広島市・恵庭市周辺の郊外路線概念図（2010年4月現在）

南岩線
岩見沢ターミナル - 栗沢駅前 - 南幌ビューロー
- 一時は江別ターミナル発着便や、さらにその先の札幌市内まで直通する系統も存在していた。江別 - 南幌間は1999年 (平成11年) 12月1日に廃止されている（北海道中央バス江別営業所を参照）。末期は学校登校日のみの運行であった。

- 2005年 (平成17年) 4月1日 - 廃止。

万字線
【13】岩見沢ターミナル - 教大前 - グリーンランド - 萩の山スキー場 - 美流渡交通センター - 毛陽交流センター （廃止当時）
岩見沢ターミナル - 教大前 - グリーンランド - 毛陽交流センター - 万字簡易局前（2008年以前）
国鉄・万字線廃止代替。当路線は国鉄万字線廃止以前からも存在していたが、鉄道廃止に伴い増発された。しかしその後は利用の低迷により減便が続き、沿線人口の減少等により、2022年 (令和4年) 4月1日にいわみざわ公園まで路線縮小。いわみざわ公園線となった。
中央バス旧万字線沿線の市街地への交通アクセス確保のために、2021年(令和3年)7月より協議を開始し、地元ハイヤーによる「東部丘陵線コミュニティバス」に転換された。
- 1985年 (昭和60年) 4月1日 - 鉄道廃止に伴い万字線を増発。
- 1996年 (平成8年) 4月1日 - 万字線の上美流渡（緑町）発着便を廃止。
- 1998年 (平成10年) 4月1日 - 万字線の美流渡交通センター発着便を全て毛陽交流センター発着に延長。
- 1999年 (平成11年) 4月1日 - 万字線を国道234号・岩見沢営業所経由から国道234号・グリーンランド経由に経路変更。これに伴いグリーンランド線はいわみざわ公園発着便を廃止。なお万字線は12～3月のスキー場への乗り入れは行わない。
- 2003年 (平成15年) 4月1日 - 岩見沢市内線（岩見沢ターミナル - 教大前 - 市役所前 - 岩見沢ターミナル）減便に伴い、万字線がそれまでのグリーンランド線に沿った経路となり、グリーンランド線は市役所前経由に変更。
- 2008年 (平成20年) 4月1日 - 毛陽交流センター - 万字簡易郵便局間から撤退し、同区間は岩見沢市が市営バス万字線の区間便を増便して対応した[14]。

- 2022年 (令和4年) 4月1日 - 万字線のいわみざわ公園 - 毛陽交流センター間を廃止、市営バス万字線も運行終了し、地元ハイヤーによる「東部丘陵線コミュニティバス」に転換[10][11]

。
特急札夕線
札幌駅前ターミナル - 地下鉄福住駅 - 広島市街 - 長沼ターミナル - 由仁駅前 - 継立 - 石炭歴史村（廃止当時）
- 月寒営業所との共同管轄。高速ゆうばり号の前身となる路線であるが、経路は大きく異なっていた。

- 1996年 (平成8年) 4月1日 - 廃止。

茂世丑線・北斗線
（茂世丑線）岩見沢ターミナル - 市立病院前 - 美園車庫前 - 旧渡船場 - 上幌農協前 - 茂世丑局前
（北斗線）岩見沢ターミナル - 上幌向駅前 - 南7線 - 栗沢駅前
- いずれも農村部を経由する路線。1970年ごろまでは茂世丑線も栗沢駅前まで直通していた。
- 岩見沢市（以前は栗沢町）が、万字 - 美流渡 - 上幌 - 茂世丑 - 栗沢支所、上幌向駅前 - 栗沢支所で代替バスを運行する（万字 - 美流渡間については前述の万字線も参照）。

- 1950年 (昭和25年) 6月24日 - 茂世丑線を新設。
- 1951年 (昭和26年) 4月1日 - 北斗線を新設。
- 1988年 (昭和63年) 4月1日 - 茂世丑線を廃止。
- 1991年 (平成3年) 4月1日 - 北斗線を廃止。

栗山・広島線
広島市街 - 長沼ターミナル - 北14号 - 栗山ターミナル
- 原型となる路線は「札栗線（札幌ターミナル - 大曲 - 広島市街 - 長沼ターミナル - 北14号 - 栗山ターミナル）」。高速くりやま号の前身となる路線であるが、経路は大きく異なっていた。

- 1986年 (昭和61年) 12月1日 - 札栗線が広島市街発着に短縮され、名称も「栗山・広島線」となる。
- 1989年 (平成元年) 4月10日 - 長沼町営バスに移管。

長栗線
長沼ターミナル - 北14号 - 栗山ターミナル
- 栗山・広島線の区間系統だが、途中の経路が一部異なっていた。

- 1989年 (平成元年) 4月10日 - 長沼町営バスに移管。

長沼町内線
かつて町内路線を運行していた。

栗山町内線
かつて町内路線を運行していた。

南美唄線・専大線
（南美唄線）美唄ターミナル - （官舎前/国道12号/美唄労災病院前） -  南美唄6丁目
（専大線）美唄ターミナル - 専大前
- 南美唄線は「三井線」の名称で1950年代より運行しており、中央バスにおける美唄市内路線の中核となっていた。

- 2005年 (平成17年) 4月1日 - 美唄自動車学校（美自校観光バス）に移管。

高速びばい号
美唄駅前 - （美唄IC） - 札幌駅前ターミナル
- 1983年 (昭和58年) 11月10日 - 空知管内の特急バスを再編。
  - 札幌 - 岩見沢間高速道路経由便をA特急とし、札幌 - 江別西間高速道路経由便をB特急とする。
  - 美唄発着のB特急を2往復新設。停車停留所は東橋通、野幌、美園車庫、岩見沢ターミナル、4条東15丁目、三笠入口、峰延、専大入口。
- 1984年 (昭和59年) 12月1日 - 大幅な変更。
  - A特急を特急、B特急と新さっぽろ駅経由便を急行に呼称変更し、全便札幌駅前ターミナル発着に統一。
  - 美唄発着のB特急を札幌 - 岩見沢間高速道路経由に変更。
  - 美唄ターミナル経由の高速たきかわ号を新設。
- 1985年 (昭和60年) 
  - 4月10日 - 美唄発着の特急2往復を高速びばい号に振り替え。岩見沢ターミナル - 美唄ターミナル間をノンストップ運行。
  - 12月1日 - A特急に高速栗沢を新設。
- 1987年 (昭和62年) 9月19日 - 美唄インターチェンジ開通に伴う変更。
  - 高速びばい号直行便を3往復新設。高速道路上に東山を新設。
  - 高速たきかわ号の美唄ターミナル乗り入れを廃止。
- 1988年 (昭和63年) 4月10日 - 4往復に増回。
- 1989年 (平成元年) 12月1日 - 大幅な変更。
  - 美唄・滝川発着の特急便を廃止。
  - 直行便を3往復に減回、岩見沢ターミナル経由便を7往復新設。
  - 専大入口を専修大学入口に改称。
- 1990年 (平成2年) 
  - 4月1日 - 高速びばい号1往復減便。特急岩美線に振替。
  - 10月31日 - 札幌行の札幌ターミナル（北1条西1丁目降車場）を時計台前に改称。
- 1992年 (平成4年) 4月1日 - 岩見沢ターミナル経由を廃止（特急札滝線に振替）。
- 1995年 (平成7年) 
  - 4月1日 - 特急岩美線を廃止。
  - 4月20日 - 菊水元町7条を新設。
  - 12月1日 - 東明中央を新設。
- 1999年 (平成11年) 4月1日 - 全席禁煙化。減便により1日2往復に。
- 2002年 (平成14年) 12月1日 - 翠明通を新設。東明中央の乗降制限を撤廃。
- 2006年 (平成18年) 10月10日 - 美唄ターミナル廃止に伴い、美唄駅前発着に変更。
- 2011年 (平成23年) 12月1日 - サッポロファクトリー前を新設。
- 2015年 (平成27年) 4月1日 - 減便により1日1往復に。
- 2016年 (平成28年) 4月1日 - 廃止。

高速ゆうばり号

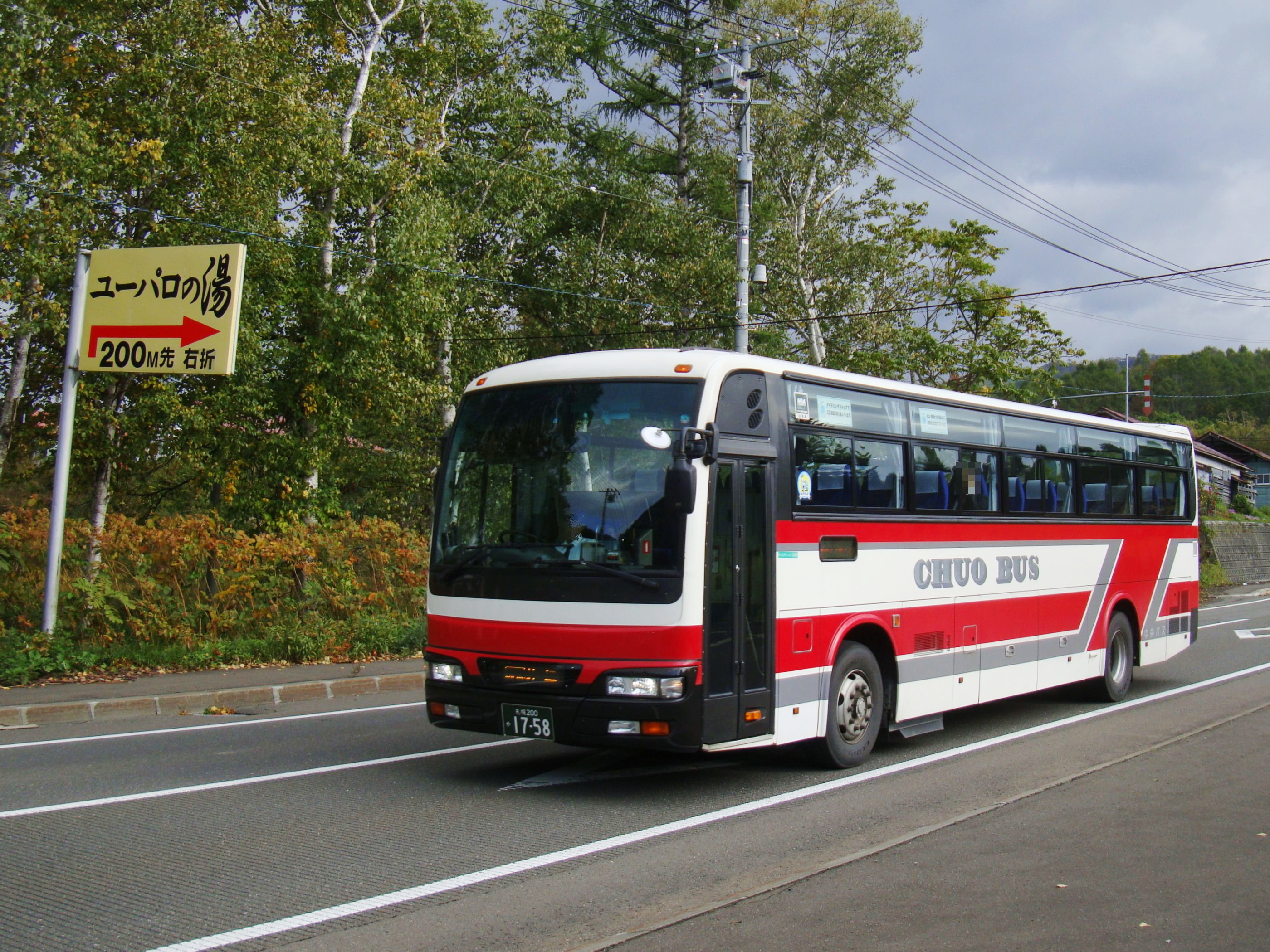
夕張中心部を離れ北海道道3号を栗山方面へ向かう

レースイリゾート - 夕鉄本社ターミナル - 栗山駅 - 南幌ビューロー - （江別東IC） - 札幌駅前
1956年 (昭和31年) に開設された特急札夕線が前身。札幌 - 夕張間の経路は月寒ターミナル・広島町（当時）・長沼・由仁経由だった。
かつて存在した夕張鉄道（夕鉄バス）の札幌急行線とは乗車券などは共用できなかった。かつて北海道中央バスが発行していた「夕張石炭の歴史村バスセット券」「夕張レースイの湯バスセット券」の企画乗車券に限り夕鉄バスも利用もできた。
路線沿革
- 1986年 (昭和61年) 12月1日 - 高速ゆうばり号（札幌駅前ターミナル - 石炭歴史村）3往復新設。江別東インター入口 - 石炭歴史村間は夕張行が降車のみ、札幌行が乗車のみであった（夕鉄バスと路線が競合するため）。これに伴い、特急札夕線は11往復→4往復に減便。
- 1993年 (平成5年) 
  - 4月1日 - 特急札夕線を3往復に減便。
  - 12月1日 - 高速ゆうばり号の江別東インター入口 - 石炭歴史村間の乗降制限を撤廃。
- 1994年 (平成6年) 10月14日 - 特急札夕線が福住バスターミナルへの乗り入れ開始。
- 1996年 (平成8年) 4月1日 - 特急札夕線廃止。
- 1999年 (平成11年) 12月1日 - 南幌線（江別ターミナル - 南幌）廃止代替として、「南8線」を増設。
- 2007年 (平成19年) 10月22日 - 終点を石炭歴史村からレースイリゾートに短縮。
- 2010年 (平成22年) 4月1日 - 南幌ハイム前をダイアナヒルズ前に改称。
- 2011年 (平成23年) 12月1日 - サッポロファクトリー前を新設。
- 2023年 (令和5年) 10月1日 - 夕張鉄道札幌急行線の廃止に伴い、夕鉄本社ターミナルへの乗り入れを開始[18]。他に富野、栗山高校、西2号にバス停を新設、北長沼、江別東IC入口のバス停を廃止。
- 2024年（令和6年）10月1日 - 廃止[4]。

夕張線
【29】岩見沢ターミナル - 栗沢駅前 - 栗山駅 - レースイリゾート
岩見沢ターミナルからレースイリゾートへの送り込み運用を兼ねた路線。かつては急行便もあり、夕鉄バスとの相互乗り入れ路線であったが、1993年5月いっぱいで夕鉄バスが撤退し、中央バスの単独運行となっていた。夕張に到着した車両が高速ゆうばり号の運用に就くため、必ず高速バス車両で運行されていた。
- 2007年 (平成19年) 10月22日 - 終点を「石炭歴史村」からレースイリゾートに短縮。
- 2017 (平成29年) 年10月1日 - 岩見沢中心部の経路を一部変更。路線名を岩夕線から、それまで通称として用いられてきた「夕張線」に正式変更。系統番号【29】を付与[1]。
- 2024年（令和6年）10月1日 - 廃止[4]。

## 岩見沢地区のその他の事業所

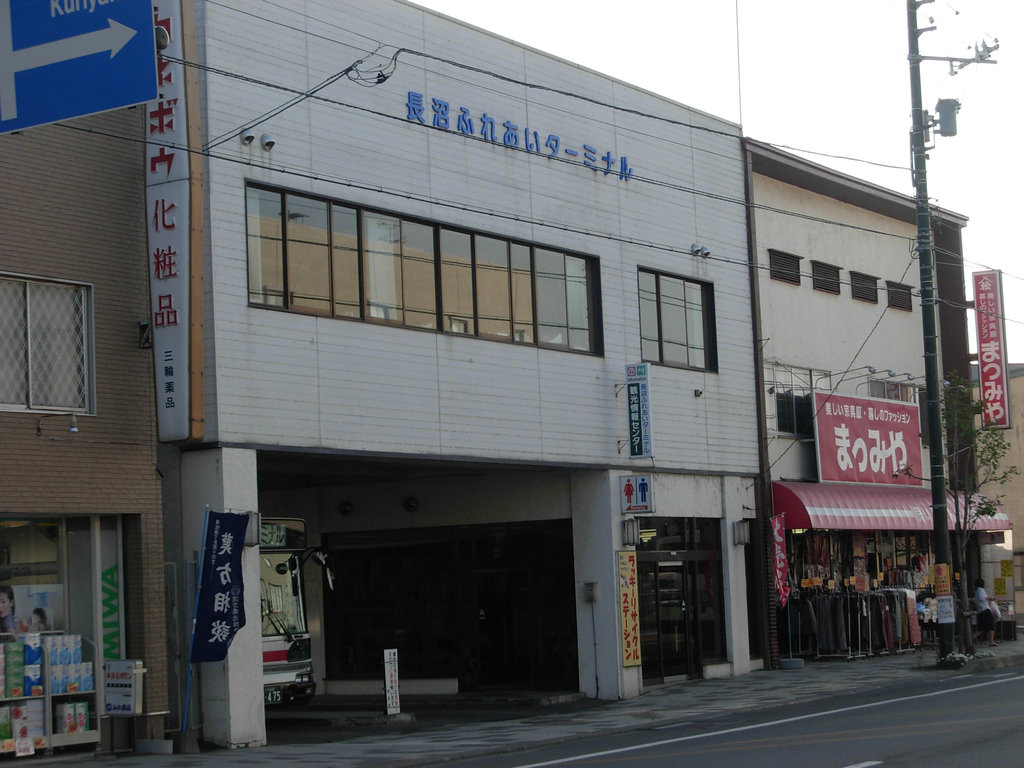
長沼ターミナル（長沼町へ譲渡後）

岩見沢ターミナル
岩見沢駅付近に設置。詳細は当該記事を参照。
美唄ターミナル（廃止）
廃止後は停留所を美唄駅前に移設。
三笠ターミナル（廃止）
廃止後は停留所を三笠市民会館前に移設。
栗山総合案内所（栗山観光協会に業務委託）
栗山駅内に設置。回数券や主要区間の片道乗車券を取り扱うほか、ターミナル同様に定期券も即日発行できる。
前身となる栗山出張所を1958年（昭和33年）9月1日に栗山駅前に設置。1970年（昭和45年）9月1日には新築移転し専用乗り場を併設した栗山ターミナルとなる。出張所も翌1971年（昭和46年）9月1日に栗山営業所に組織変更された。1989年（平成元年）11月1日付で岩見沢営業所と統合し岩見沢営業所栗山ターミナルとなる。2000年（平成12年）12月1日付のダイヤ改正でターミナルが廃止され乗り場は栗山駅前バス停に変更、案内・発券業務は栗山案内所の設置で代替。
長沼ターミナル（移管）
1943年（昭和18年）3月1日の北海道における旅客自動車運輸事業統合要綱（いわゆる戦時統合）による北海道中央乗合自動車発足時に長沼営業所が設置された。1966年（昭和41年）9月5日に新築移転し乗り場を併設。1972年（昭和47年）3月21日付で栗山営業所と統合し栗山営業所長沼ターミナルに組織変更され、栗山営業所の岩見沢営業所統合により岩見沢営業所長沼ターミナルとなった。1991年（平成3年）7月12日付で廃止となり、施設は長沼町へ譲渡され「長沼ふれあいターミナル」として使用。停留所名称は引き続き「長沼ターミナル」を使用する。

### その他主要停留所
駒園8丁目
岩見沢IC付近に位置する。高速バス利用者のためのパークアンドライド駐車場が設置されている。かつては車庫が設置されていた。
三笠入口
国道12号と北海道道116号岩見沢三笠線との交点に位置するバス停。かつては国道12号を経由する特急バスも、三笠方面への乗り換えの便を図り停車していた。これらの路線廃止後は三笠線・岩見沢美唄線のみ停車。
由仁駅前
駅前のバス発着場に乗り入れる。
南幌ビューロー
現在は都市間バスのみ乗り入れ。

## 空知中央バス岩見沢営業所
独自運営する路線は持たず、中央バスが運営する路線の運行管理受託と貸切バスを担当。イオン岩見沢店の無料送迎バスの運行を受託する。運行経路等の詳細は同店の公式サイト等を参照されたい。